# Disclaimer II
Disclaimer II – trzeci album zespołu Seether, w nagraniach gościnnie wystąpiła Amy Lee z Evanescence, udzielając swojego głosu w piosence „Broken”. Album otrzymał platynową płytę.

## Lista utworów
1. Gasoline
2. 69 Tea
3. Fine Again
4. Needles
5. Driven Under
6. Pride
7. Sympathetic
8. Your Bore
9. Fade Away
10. Pig
11. F**k It
12. Broken
13. Sold Me
14. Cigarettes
15. Love Her
16. Take Me Away
17. Got It Made
18. Out Of My Way
19. Hang On
20. Broken (with Amy Lee)